# 力拓戴尔 (加利福尼亚州)
力拓戴尔（英語：Rio Dell），是美国加利福尼亚州洪堡县下属的一座城市。建市于1965年2月23日，面积大约为2.28平方英里（5.9平方公里）。根据2010年美国人口普查，该市有人口3,368人。